# Амасонас (регион, Перу)
Амасонас (на испански: Amazonas) е един от 25-те региона на южноамериканската държава Перу. Разположен е в северната част на страната. Амасонас е с площ от 39 249,13 км². Населението на региона е 379 384 жители (по преброяване от октомври 2017 г.).

## Провинции
Амасонас е разделен на 7 провинции, които са съставени от 83 района. Някои от провинциите са:
1. Багуа
2. Бонгара